# Giải vô địch bóng đá bãi biển thế giới 2001
Giải vô địch bóng đá bãi biển thế giới 2001 là giải đấu lần thứ 7 của Giải vô địch bóng đá bãi biển thế giới (BSWW), giải đấu bóng đá bãi biển quốc tế danh giá nhất dành cho các đội tuyển quốc gia nam cho đến năm 2005, khi giải được thay thế bằng phiên bản giải đấu của FIFA. Được tổ chức bởi công ty thể thao Koch Tavares  của Brasil (một trong những đối tác sáng lập của Liên đoàn bóng đá bãi biển thế giới).
Lần đầu tiên kể từ khi thành lập vào năm 1995, giải đấu được tổ chức bên ngoài nơi ra đời của môn thể thao này là Rio de Janeiro mà thay vào đó được tổ chức tại khu nghỉ dưỡng Bờ biển Sauipe, thuộc tiểu bang Bahia, cách thành phố lớn Salvador khoảng 70km về phía bắc.
Đây cũng là lần đầu tiên Brasil, đội chủ nhà và là nhà vô địch 6 lần liên tiếp không giành được chức vô địch và chỉ đứng thứ tư, trong khi Bồ Đào Nha đã đánh bại Pháp trong trận chung kết để giành chức vô địch đầu tiên.

## Tổ chức
Sau khi tăng số lượng đội tham dự vào năm 1999, các mùa giải này tiếp tục bao gồm 12 quốc gia được chia thành 4 bảng, mỗi bảng 3 đội thi đấu theo thể thức vòng tròn. Hai đội đứng đầu mỗi bảng sẽ giành quyền vào tứ kết, tiếp theo giải đấu được tổ chức theo thể thức đấu loại trực tiếp cho đến khi tìm ra đội vô địch, cùng với một trận đấu bổ sung để xác định vị trí thứ ba.
Lễ bốc thăm phân bổ 12 quốc gia vào 4 bảng đã được tiến hành vào ngày 14 tháng 1 tại Công viên tiểu bang Villa-Lobos ở São Paulo.
Một đại diện của FIFA, Alfredo Asfura đã dự khán trận chung kết để đánh giá sự kiện thể thao hàng đầu này nhằm hiểu được tính phù hợp của việc đưa bóng đá bãi biển vào FIFA. Phân tích của ông sau giải đấu về môn thể thao này là bóng đá bãi biển rất "thịnh vượng" và "kinh nghiệm, tính chuyên nghiệp và sự nghiêm túc trong việc tổ chức [sự kiện] sẽ là nền tảng cho FIFA" trong việc quyết định có nên áp dụng môn thể thao này hay không trong tương lai. FIFA cuối cùng đã tiếp quản cơ quan quản lý bóng đá bãi biển vào cuối năm 2004.
Rede Globo chịu trách nhiệm phát sóng các trận đấu ở Brasil, điều này đã gây tranh cãi trên phương tiện truyền thông Bồ Đào Nha khi kênh truyền hình này quyết định phát sóng trận tranh hạng ba có sự tham gia của đội tuyển bóng đá bãi biển quốc gia Brasil nhưng sau đó lại không phát sóng trận chung kết.

## Đội tuyển
Châu Á, châu Phi và châu Đại Dương không có đại diện.
| Khu vực châu Âu (6): - Tây Ban Nha - Bồ Đào Nha - Ý - Pháp - Đức - Thổ Nhĩ Kỳ1 Khu vực Bắc Mỹ (1): - Hoa Kỳ | Khu vực Nam Mỹ (4): - Perú - Venezuela - Uruguay - Argentina Chủ nhà: - Brasil (Nam Mỹ) Chú thích: 1. Các đội tuyển lần đầu tiên tham dự |

## Vòng bảng
Tất cả các trận đấu diễn ra theo giờ địa phương tại Salvador, (BRST / UTC-2)

### Bảng A
| VT | Đội    | ST | T | T+ | L | BT | BB | HS  | Đ | Giành quyền tham dự     |
| -- | ------ | -- | - | -- | - | -- | -- | --- | - | ----------------------- |
| 1  | Brasil | 2  | 2 | 0  | 0 | 21 | 3  | +18 | 6 | Vòng đấu loại trực tiếp |
| 2  | Ý      | 2  | 1 | 0  | 1 | 4  | 13 | –9  | 3 | Vòng đấu loại trực tiếp |
| 3  | Đức    | 2  | 0 | 0  | 2 | 5  | 14 | –9  | 0 |                         |

| Brasil                                                      | 10–3     | Đức          |
| ----------------------------------------------------------- | -------- | ------------ |
| Junior Negão · Neném · Jorginho (ph.đ.) · Benjamin · Júnior | Chi tiết | Ferry · Högi |

| Brasil                                           | 11–0     | Ý |
| ------------------------------------------------ | -------- | - |
| Junior · Neném · Duda · Edgar · Magal · Jorginho | Chi tiết |   |

| Ý                 | 4–2      | Đức          |
| ----------------- | -------- | ------------ |
| ?1 · ?1 · ?1 · ?1 | Chi tiết | Högi · Ferry |

### Bảng B
| VT | Đội       | ST | T | T+ | L | BT | BB | HS | Đ | Giành quyền tham dự     |
| -- | --------- | -- | - | -- | - | -- | -- | -- | - | ----------------------- |
| 1  | Pháp      | 2  | 2 | 0  | 0 | 11 | 6  | +5 | 6 | Vòng đấu loại trực tiếp |
| 2  | Perú      | 2  | 1 | 0  | 1 | 8  | 9  | –1 | 3 | Vòng đấu loại trực tiếp |
| 3  | Venezuela | 2  | 0 | 0  | 2 | 7  | 11 | –4 | 0 |                         |

| Perú                                            | 5–4      | Venezuela                 |
| ----------------------------------------------- | -------- | ------------------------- |
| Drago · Barco · Buchanam · Valdelomar · Oblitas | Chi tiết | Tovar · Edgar · Heatkliff |

| Pháp                                  | 6–3      | Venezuela                   |
| ------------------------------------- | -------- | --------------------------- |
| Cantona · Cardoso · Squaglia · Ottavy | Chi tiết | Heatkliff · Roberto · Edgar |

| Perú                   | 3–5      | Pháp                                                   |
| ---------------------- | -------- | ------------------------------------------------------ |
| Valdelomar 2 · Oblitas | Chi tiết | Cantona · (l.n.) Budge · Cardoso · J. Cantona · Bonora |

### Bảng C
| VT | Đội        | ST | T | T+ | L | BT | BB | HS | Đ | Giành quyền tham dự     |
| -- | ---------- | -- | - | -- | - | -- | -- | -- | - | ----------------------- |
| 1  | Bồ Đào Nha | 2  | 2 | 0  | 0 | 9  | 3  | +6 | 6 | Vòng đấu loại trực tiếp |
| 2  | Hoa Kỳ     | 2  | 1 | 0  | 1 | 5  | 4  | +1 | 3 | Vòng đấu loại trực tiếp |
| 3  | Uruguay    | 2  | 0 | 0  | 2 | 1  | 8  | –7 | 0 |                         |

| Bồ Đào Nha                    | 5–1      | Uruguay |
| ----------------------------- | -------- | ------- |
| Alan · João António · Hernâni | Chi tiết | Peti    |

| Hoa Kỳ | 2–4      | Bồ Đào Nha    |
| ------ | -------- | ------------- |
| Jevin  | Chi tiết | Alan · Madjer |

| Hoa Kỳ                | 3–0      | Uruguay |
| --------------------- | -------- | ------- |
| Chris · Adrian · Beto | Chi tiết |         |

### Bảng D
| VT | Đội         | ST | T | T+ | L | BT | BB | HS | Đ | Giành quyền tham dự     |
| -- | ----------- | -- | - | -- | - | -- | -- | -- | - | ----------------------- |
| 1  | Argentina   | 2  | 2 | 0  | 0 | 6  | 0  | +6 | 6 | Vòng đấu loại trực tiếp |
| 2  | Tây Ban Nha | 2  | 1 | 0  | 1 | 2  | 4  | –2 | 3 | Vòng đấu loại trực tiếp |
| 3  | Thổ Nhĩ Kỳ  | 2  | 0 | 0  | 2 | 1  | 5  | –4 | 0 |                         |

| Tây Ban Nha | 2–1      | Thổ Nhĩ Kỳ |
| ----------- | -------- | ---------- |
| David · ?1  | Chi tiết | ?1         |

| Argentina           | 3–0      | Thổ Nhĩ Kỳ |
| ------------------- | -------- | ---------- |
| Carlos Russo · Maty | Chi tiết |            |

| Argentina   | 3–0      | Tây Ban Nha |
| ----------- | -------- | ----------- |
| Fede · Maty | Chi tiết |             |

## Vòng đấu loại trực tiếp
Ngày 16 tháng 2 được phân bổ là ngày nghỉ.
|  | Tứ kết        | Tứ kết              |            |   | Bán kết       | Bán kết       |  |  | Chung kết | Chung kết |
|  |               |                     |            |   |               |               |  |  |           |           |
|  | 15 tháng 2    |                     |            |   |               |               |  |  |           |           |
|  |               |                     |            |   |               |               |  |  |           |           |
|  | Pháp (s.h.p.) | 5                   |            |   |               |               |  |  |           |           |
|  | Pháp (s.h.p.) | 5                   | 17 tháng 2 |   |               |               |  |  |           |           |
|  | Ý             | 4                   |            |   |               |               |  |  |           |           |
|  | Ý             | 4                   | Pháp       | 6 |               |               |  |  |           |           |
|  | 15 tháng 2    |                     | Pháp       | 6 |               |               |  |  |           |           |
|  |               | Argentina           | 5          |   |               |               |  |  |           |           |
|  | Argentina     | Argentina           | 5          | 5 |               |               |  |  |           |           |
|  | Argentina     |                     | 18 tháng 2 | 5 |               |               |  |  |           |           |
|  | Hoa Kỳ        | 1                   |            |   |               |               |  |  |           |           |
|  | Hoa Kỳ        | 1                   | Pháp       | 3 |               |               |  |  |           |           |
|  | 15 tháng 2    |                     | Pháp       | 3 |               |               |  |  |           |           |
|  |               | Bồ Đào Nha          | 9          |   |               |               |  |  |           |           |
|  | Brasil        | Bồ Đào Nha          | 9          | 7 |               |               |  |  |           |           |
|  | Brasil        | 17 tháng 2          |            | 7 |               |               |  |  |           |           |
|  | Perú          | 1                   |            |   |               |               |  |  |           |           |
|  | Perú          | 1                   | Brasil     | 5 |               |               |  |  |           |           |
|  | 15 tháng 2    |                     | Brasil     | 5 |               |               |  |  |           |           |
|  |               | Bồ Đào Nha (s.h.p.) | 6          |   | Tranh hạng ba | Tranh hạng ba |  |  |           |           |
|  | Bồ Đào Nha    | Bồ Đào Nha (s.h.p.) | 6          | 1 | Tranh hạng ba | Tranh hạng ba |  |  |           |           |
|  | Bồ Đào Nha    |                     | 18 tháng 2 | 1 |               |               |  |  |           |           |
|  | Tây Ban Nha   | 0                   |            |   |               |               |  |  |           |           |
|  | Tây Ban Nha   | 0                   | Argentina  | 4 |               |               |  |  |           |           |
|  |               |                     |            |   |               |               |  |  |           |           |
|  | Brasil        | 2                   |            |   |               |               |  |  |           |           |
|  | Brasil        | 2                   |            |   |               |               |  |  |           |           |

### Tứ kết
| Pháp                                          | 5–4 (s.h.p.) | Ý                               |
| --------------------------------------------- | ------------ | ------------------------------- |
| Solda · Olmeta · Bonora3 · Cantona3 · Germain | Chi tiết     | Fruzzetti · 4 Albore · Garbagna |

| Argentina                  | 5–1      | Hoa Kỳ |
| -------------------------- | -------- | ------ |
| Topo · Carlos Russo · Maty | Chi tiết | Beto   |

| Brasil                          | 7–1      | Perú  |
| ------------------------------- | -------- | ----- |
| Neném · Benjamin · ?1 · ?1 · ?1 | Chi tiết | Budge |

| Bồ Đào Nha | 1–0      | Tây Ban Nha |
| ---------- | -------- | ----------- |
| Barraca    | Chi tiết |             |

### Bán kết
| Bồ Đào Nha              | 6–5 (s.h.p.) | Brasil                          |
| ----------------------- | ------------ | ------------------------------- |
| Madjer · Hernâni · Alan | Chi tiết     | Jorginho · Junior Negão · Neném |

| Pháp                              | 6–5      | Argentina                |
| --------------------------------- | -------- | ------------------------ |
| Squaglia · ?1 · ?1 · ?1 · ?1 · ?1 | Chi tiết | Tano · Carlos Russo · ?1 |

### Tranh hạng ba
Giờ tiết kiệm ánh sáng ban ngày kết thúc vào sáng ngày 18. Thời gian hiển thị là UTC-3.
| Argentina                             | 4–2      | Brasil              |
| ------------------------------------- | -------- | ------------------- |
| Carlos Russo · Topo · Coco · Petrasso | Chi tiết | Benjamin · Jorginho |

### Chung kết
| Bồ Đào Nha                                | 9–3      | Pháp             |
| ----------------------------------------- | -------- | ---------------- |
| Alan · Hernâni · Barraca · Madjer · Nunes | Chi tiết | Ottavy · Cantona |

1. Người ghi bàn không được nêu trong báo cáo
2. Báo cáo không rõ ràng, Oblitas có thể đã ghi bàn thắng này
3. Báo cáo không rõ ràng, lưu ý khả năng đây không phải là người ghi bàn
4. Báo cáo không rõ ràng, Garbagna hoặc một cầu thủ khác có thể đã ghi bàn thắng này

## Vô địch
| Giải vô địch bóng đá bãi biển thế giới 2001 |
| ------------------------------------------- |
| · Bồ Đào Nha · Lần thứ 1                    |

## Giải thưởng
| Vua phá lưới          |
| --------------------- |
| Alan                  |
| 10 bàn                |
| Cầu thủ xuất sắc nhất |
| Hernâni               |
| Thủ môn xuất sắc nhất |
| Pascal Olmeta         |

## Bảng xếp hạng giải đấu
| VT | Bg | Đội         | ST | T | T+ | B | BT | BB | HS  | Đ  | Chung cuộc          |
| -- | -- | ----------- | -- | - | -- | - | -- | -- | --- | -- | ------------------- |
| 1  | C  | Bồ Đào Nha  | 5  | 4 | 1  | 0 | 25 | 11 | +14 | 14 | Vô địch             |
| 2  | B  | Pháp        | 5  | 3 | 1  | 1 | 25 | 24 | +1  | 11 | Á quân              |
| 3  | D  | Argentina   | 5  | 4 | 0  | 1 | 20 | 9  | +11 | 12 | Hạng ba             |
| 4  | A  | Brasil      | 5  | 3 | 0  | 2 | 35 | 14 | +21 | 9  | Hạng tư             |
|    |    |             |    |   |    |   |    |    |     |    |                     |
| 5  | C  | Hoa Kỳ      | 3  | 1 | 0  | 2 | 6  | 9  | −3  | 3  | Bị loại ở Tứ kết    |
| 6  | D  | Tây Ban Nha | 2  | 1 | 0  | 1 | 2  | 5  | −3  | 3  | Bị loại ở Tứ kết    |
| 7  | B  | Perú        | 3  | 1 | 0  | 2 | 9  | 16 | −7  | 3  | Bị loại ở Tứ kết    |
| 8  | A  | Ý           | 3  | 1 | 0  | 2 | 8  | 18 | −10 | 3  | Bị loại ở Tứ kết    |
|    |    |             |    |   |    |   |    |    |     |    |                     |
| 9  | B  | Venezuela   | 2  | 0 | 0  | 2 | 7  | 11 | −4  | 0  | Bị loại ở Vòng bảng |
| 10 | D  | Thổ Nhĩ Kỳ  | 2  | 0 | 0  | 2 | 1  | 5  | −4  | 0  | Bị loại ở Vòng bảng |
| 11 | C  | Uruguay     | 2  | 0 | 0  | 2 | 1  | 8  | −7  | 0  | Bị loại ở Vòng bảng |
| 12 | A  | Đức         | 2  | 0 | 0  | 2 | 5  | 14 | −9  | 0  | Bị loại ở Vòng bảng |